# Tanjong Sepat
Tanjong Sepat is een plaats in de Maleisische deelstaat Selangor.
Tanjong Sepat telt 7800 inwoners.